# تاناسیس کولیتسیداکیس
تاناسیس کولیتسیداکیس (یونانی: Θανάσης Κολιτσιδάκης؛ زادهٔ ۲۱ نوامبر ۱۹۶۶) بازیکن سابق و مربی فوتبال اهل یونان است.
از باشگاه‌هایی که در آن بازی کرده‌است می‌توان به باشگاه فوتبال پاناتینایکوس، باشگاه فوتبال او.اف.آی کرته، و باشگاه فوتبال آپولون اسمیرنیس اشاره کرد.
وی همچنین در تیم ملی فوتبال یونان بازی کرده‌است.